# Hohenzollern-Hechingen
Hohenzollern-Hechingen fue un condado y principado en el suroeste de Alemania. Sus gobernantes pertenecieron a una rama de la línea mayor suaba de la dinastía Hohenzollern.

## Historia

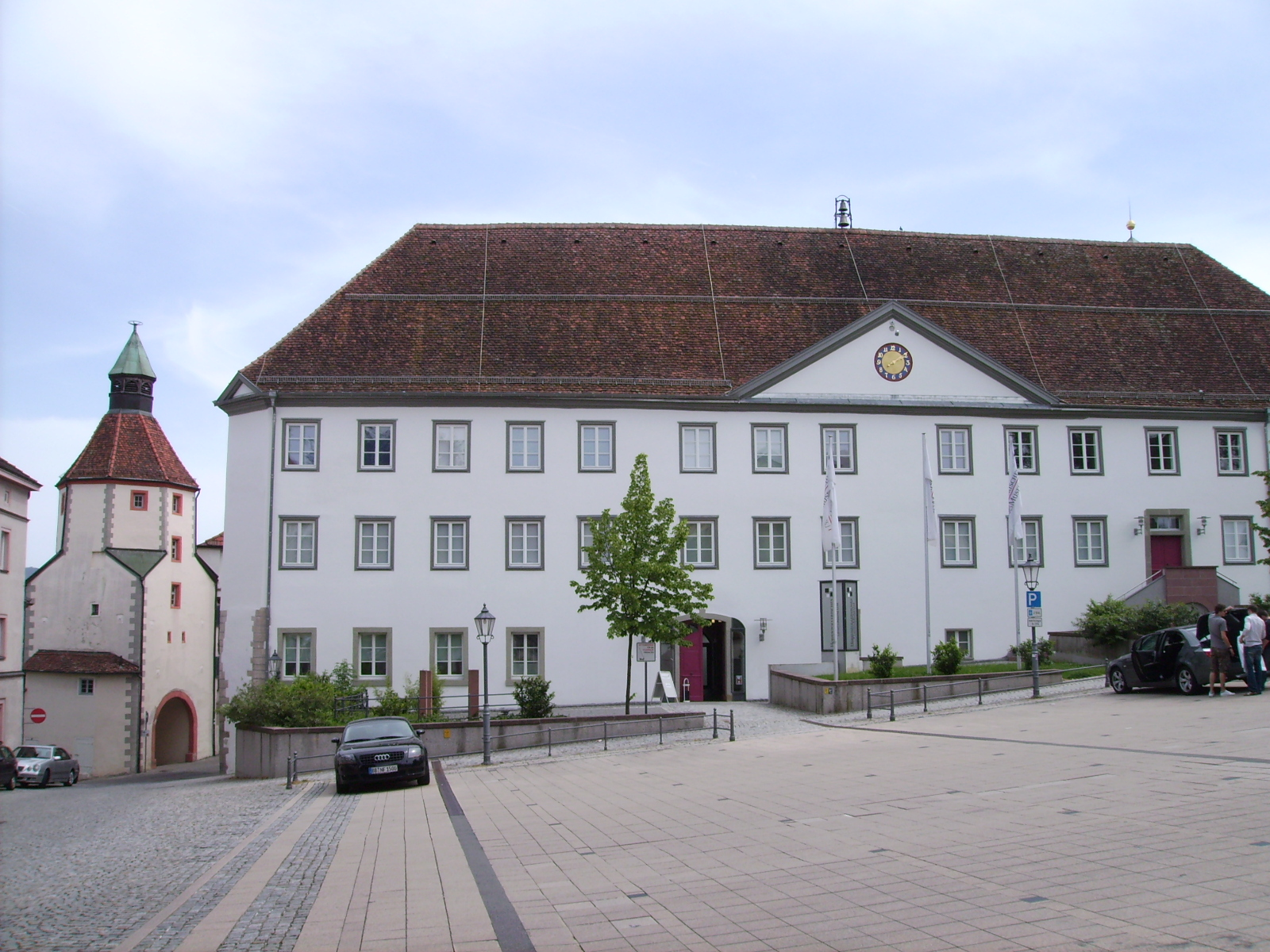
Antiguo palacio de Hechingen, hoy un museo.

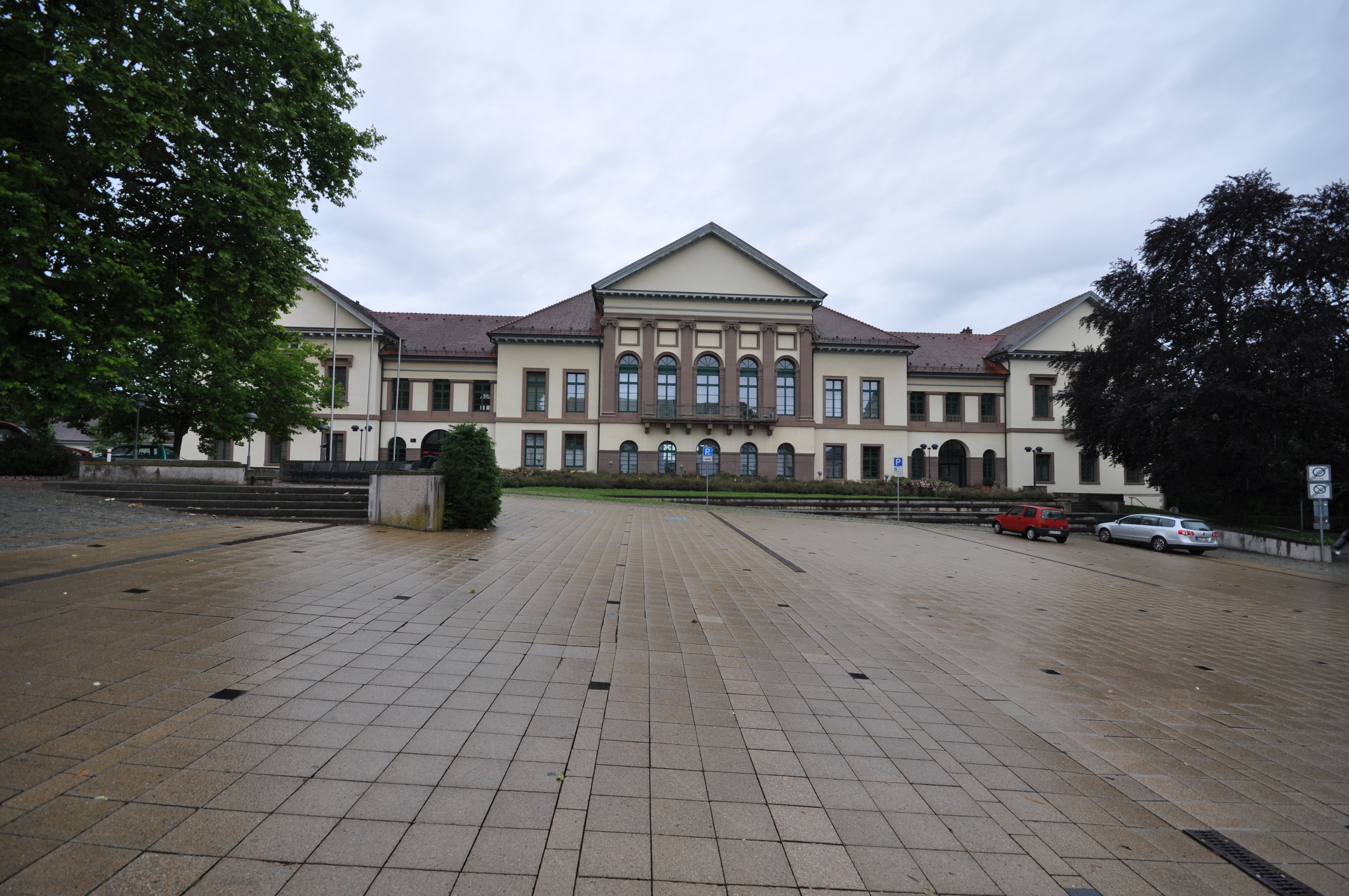
Palacio Nuevo de Hechingen, residencia de los príncipes soberanos de Hohenzollern-Hechingen desde su construcción en 1818-19.

El condado de Hohenzollern-Hechingen fue creado en 1576, tras la partición del condado de Hohenzollern, un feudo del Sacro Imperio Romano Germánico. Cuando murió el último conde de Hohenzollern, Carlos I de Hohenzollern (1512-1579), el territorio fue dividido entre sus tres hijos:
- Eitel Federico IV de Hohenzollern-Hechingen (1545-1605).
- Carlos II de Hohenzollern-Sigmaringen (1547-1606).
- Cristóbal de Hohenzollern-Haigerloch (1552-1592).

A diferencia de los Hohenzollern de Brandeburgo y Prusia, los Hohenzollern del sudoeste de Alemania permanecieron dentro de la Iglesia católica. El condado fue elevado a la categoría de principado en 1623.
El principado se unió a la Confederación del Rin en 1806 y fue Estado-miembro de la Confederación Germánica entre 1815 y 1850. La revolución democrática de 1848 tuvo relativo éxito en Hohenzollern, y el 16 de mayo de 1848, el príncipe fue obligado a aceptar una constitución. Sin embargo, el conflicto entre monárquicos y demócratas continuó, y el 6 de agosto, Hohenzollern fue ocupado por fuerzas de Prusia. El 7 de diciembre de 1849, el príncipe Federico Guillermo Constantino vendió el Estado a su pariente, el rey Federico Guillermo IV de Prusia. El 12 de marzo de 1850, Hohenzollern-Hechingen se convirtió oficialmente en parte de Prusia, y junto con el principado de Hohenzollern-Sigmaringen formó la provincia de Hohenzollern.

## Gobernantes

### Condes de Hohenzollern-Hechingen (1576-1623)
- Eitel Federico IV (1576-1605).
- Juan Jorge (1605-1623) se convirtió en príncipe el 1623.

### Príncipes de Hohenzollern-Hechingen (1623-1850)
- Eitel Federico V (1623-1661).
- Felipe Cristóbal Federico (1661-1671).
- Federico Guillermo (1671-1735).
- Federico Luis (1735-1750).
- José Federico Guillermo (1750-1798).
- Germán (1798-1810).
- Federico (1810-1838).
- Constantino (1838-1850) murió en 1869, el último miembro varón de la dinastía.

- Datos: Q673865
- Multimedia: Hohenzollern-Hechingen / Q673865